# Mario Trevi
Pour les articles homonymes, voir Trevi (homonymie).
Mario Trevi (né à Ancône le 3 avril 1924, mort à Rome le 31 mars 2011), est un psychologue jungien, italien.
Il est membre fondateur en  1960 de l'Associazione Italiana per lo Studio della Psicologia Analitica, (Association italienne de psychologie analytique), et fonde en 1966 le centre italien de psychologie analytique nommé Centro Italiano di Psicologia Analitica (CIPA).
Il a publié une variétés d'études sur la psychologie générale et fait des études critiques sur la théorie jungienne. Il a dirigé aussi la revue Metaxù qui traite de la recherche sur les symboles.

## Ouvrages
- Studi sull'ombra (con Augusto Romano). Venezia: Marsilio (1975).
- Metafore del simbolo. Milano: Cortina 1986).  (ISBN 88-7078-066-X)
- Per uno junghismo critico. Interpretatio duplex. Milano: Bompiani (1987).  (ISBN 88-87319-19-7)
- L'altra lettura di Jung. Milano: Cortina (1988).  (ISBN 88-7078-102-X)
- Adesione a distanza. Roma: Melusina (1993).  (ISBN 88-7697-025-8)
- Saggi di critica neojunghiana. Milano: Feltrinelli (1993).  (ISBN 88-07-08121-0)
- Riprendere Jung (con Marco Innamorati). Torino: Bollati Boringhieri (2000).  (ISBN 88-339-1277-9)
- Invasioni controllate (con Emanuele Trevi). Roma: Castelvecchi (2007).  (ISBN 978-88-7615-209-2)